# Casiodoro de Reina
Casiodoro de Reina ou de Reyna, né vers 1520 à Montemolín en Espagne et mort le 15 mars 1594 à Francfort-sur-le-Main, est un théologien de la Réforme protestante, connu pour avoir traduit et édité la première Bible en espagnol. La Reina-Valera et ses révisions est encore aujourd'hui une des traductions les plus publiées dans le monde hispanophone.

## Formation
Casiodoro de Reina est né certainement vers 1520 à Montemolín, près de Séville, dans la province de Badajoz en Andalousie,. Il signe Hispalensis (de Séville). Si on ne connaît pas très bien sa formation, c'est un humaniste par le niveau de son latin, sa connaissance de l'hébreu et du grec. Il a également une bonne formation en théologie, mais on ne sait pas si elle précède son ordination ou en est la conséquence. Ses écrits plutôt clairsemés fournissent de nombreuses preuves d'une large lecture chez une variété d’auteurs » Dès sa jeunesse, il étudie la Bible.
En 1557, il devint moine du monastère hiéronymite de Saint-Isidore des Champs, à l'extérieur de Séville (Monasterio Jerónimo de San Isidoro del Campo de Sevilla). Ce monastère est « fortement influencée par le mouvement évangélique de la ville dirigé par Juan Gil (Doctor Egidio) et Constantino Ponce de la Fuente (Doctor Constantino)". Casiodoro est un des leaders qui propage les idées protestantes au sein de ce cercle.
En 1558, l'Inquisition espagnole a découvert leur existence et Il s'exile vers l'Europe du Nord avec une douzaine d'autres moines. À défaut de l'appréhender, le Saint-Office apporta en auto da fe son effigie qui fut dûment brûlée le 26 avril 1562. Les ouvrages de Casiodoro de Reina et de ses collègues sont placés à l'Index des livres interdits et il est déclaré « hérésiarque » (chef des hérétiques)[réf. souhaitée].

## Pérégrinations européennes
Dans un premier temps, Casiodoro de Reina se rend à Genève, certainement en raison de sa correspondance avec Juan Pérez de Pineda. Le traitement infligé quelques années plus tôt à son compatriote Michel Servet dans la ville de Calvin, ainsi que les troubles entre protestants italiens, la présence espagnole, incitent les réfugiés à partir ailleurs.
En 1559, après l'accession de la reine Elisabeth, Casiodoro de Reina se rend à Londres, peut-être à partir de Francfort. Il rassemble les Espagnols autour d'une congrégation pour laquelle il obtient bientôt une église pour les réunir et une pension pour lui. La reconnaissance de cette église interviendra vers 1560-1561, en raison de fortes réticences. En effet, l'intérêt de Casiodoro de Reina pour la lecture d'auteurs hétérodoxes comme Andreas Osiander, Schwenckfeld et Krautwald est connu, tout comme son admiration et sa défense de Servetus, son soutien à Adriaan Haemstede dans sa sympathie pour les anabaptistes et son amitié avec le libéral italien Jacobus Acontius (ce dernier fut nommé président du conseil de l'église de Reina). C'est Jacobus Acontius qui rédige la confession que doit produire la congrégation de Casiodoro de Reina pour obtenir la reconnaissance des pouvoirs publiques anglais. Elle est résolument biblique et irénique ;  ne repose sur aucune croyance ou confessions traditionnelles et surtout ne condamne personne catégoriquement, ni les catholiques romains, ni les servetains, ni les anabaptistes. En outre, elle ose déclarer expressément que les mots "Trinité" et "personne", de même que l'idée du baptême des enfants ne sont mentionnés nulle part dans la Bible.
En 1563, le roi Philippe II d'Espagne exerce des pressions diplomatique pour son extradition. Casiodoro de Reina est accusé d'hérésie et de sodomie. Les preuves sont fragiles, mais il préfère s'enfuir à Anvers avant qu'une commission d'enquête mise en place par l'évêque de Londres ne puisse entendre sa version de l'histoire. Il a été caché à Anvers par l'influent laïc calviniste d'origine marrane espagnole, Marcos Pérez, échappant de peu à la capture. ll s'associe aux travaux de la Bible polyglotte d'Anvers.
Il se rendit brièvement en France. On sait qu'il est à Paris en mars 1564, dans la maison de Montmorency, puis à Orléans pour rencontrer son compatriote, le moine Antonio del Corro, avec lequel il se rend en Béarn, et plus tard à Montargis dans la maison de Renée de France, où Corro et Juan Pérez de Pineda étaient aumôniers. Après cela, il s'installe à Francfort avec sa femme, occupant une place dans les métiers de la soie et du livre, sans négliger son travail sur la Bible.
En 1565, sur la recommandation de Johann Marbach, Casiodoro de Reina obtient le 12 novembre des permis de séjour pour lui et sa femme. Il s'installe comme pasteur à Strasbourg. Il se lie d'amitié avec Johann Sturm, Konrad Hubert et Girolamo Zanchi. La date exacte de son départ de Strasbourg n'est pas connu, mais il est certain que les accusations londoniennes l'ont empêché d'exercer son ministère.
Il retourne à Francfort en 1570, y obtient la nationalité le 16 août 1571. En 1573, il publie un commentaire sur l'évangile de Jean, ce qui semble avoir été son manifeste d'orthodoxie trinitaire en réponse aux accusations antérieures de croyances anti-trinitaires. On y trouve même un désaccord avec les idées de Servet. En 1575, une édition de la Bibliotheca Sancta de Sixtus Senensis, est imprimée ainsi que des commentaires de Nicolas Bassée. Pendant tout ce temps, le Conseil de l'Église réformée française de Francfort insiste pour qu'il soit blanchie des accusations portées contre lui à Londres. Dans ces années, Casiodoro de Reina évolue vers le luthéranisme, aidé par son amitié avec Matthias Ritter le  jeune et l'antagonisme soutenu de Bèze.
C'est en 1579 qu'il est innocenté par la cour du Consistoire de l'archevêque de Cantorbéry, Edmund Grindal. Il est alors libre de commencer son ministère à Anvers, ce qui déplut aux calvinistes anversois qui tentent de le discréditer. Il semble avoir été un pasteur diligent, cependant, et son esprit irènique a amené avec le temps des amitiés entre les calvinistes et les luthériens. Conrad Schlüsselburg suggère de nommer Casiodoro de Reina surintendant ecclésiastique d'Anvers, mais cela n'aboutira pas. En 1580, Casiodoro de Reina participe à la compilation d'un catéchisme luthérien pour Anvers qui demeure la norme dans l'Église luthérienne néerlandaise jusqu'à récemment.
En 1585, les Espagnols prennent la ville de Anvers et expulsent les protestants. Casiodora de Reina part pour Francfort avec sa congrégation. Mais il n'obtient pas le droit d'être leur pasteur et reprend ses activités commerciales. Il semble cependant avoir créé une fondation caritative pour l'aide aux réfugiés des Pays-Bas et à cette occasion exercé une fonction pastorale. En 1592, la congrégation est reconnu comme Église par les autorités de la ville, et Casiodoro de Reina comme pasteur, après plusieurs demandes de sa congrégation, recommandant fortement son bon caractère, sa piété et son savoir. L'opposition à sa nomination est venue de l'Église réformée française dont il était autrefois membre.
En 1587, il prépare pour la presse de Bassée une édition du Dialogus d'Antonio del Corro in epistolam D. Pauli ad Romanos. Il ne jouira pas longtemps de son ministère, mourant en mars 1594 à Francfort.

## Œuvres
Casiodoro de Reina, écrit le premier grand livre contre l'Inquisition espagnole : Sanctae Inquisitionis hispanicae artes aliquot detectae, ac palam traductae ("Certains arts de la Sainte Inquisition…"). Il est mentionné dans les archives de la ville de Strasbourg en 1567 lorsqu'il a demandé la permission d'imprimer cet ouvrage, ce qui sera refusé. Il est finalement imprimé à Heidelberg (1567) sous le pseudonyme de Reginaldus Gonsalvius Montanus (dans ce cas là, Casiodoro de Reina serait un des auteurs).
Il traduit secrètement l'ouvrage du critique de Calvin, Sébastien Castellion, De haereticis, an sint persequendi ("Concernant les hérétiques, s'ils devaient être persécutés"), qui condamnait les exécutions "pour des raisons de conscience" et documentait le rejet chrétien originel de cette pratique.
Pendant son exil, à Londres, Anvers, Francfort, Orléans et Bergerac, Casiodoro de Reina commence une traduction de la Bible en espagnol. Pour l'Ancien Testament, l'ouvrage semble avoir largement utilisé la Bible de Ferrare en judéo-espagnol (ladino), avec des comparaisons avec le texte massorétique et le Vetus Latina. Le Nouveau Testament dérive du Textus Receptus d'Erasme, avec des comparaisons avec les manuscrits Vetus Latina et syriaque. Pour le Nouveau Testament, il s'aide des traductions de Francisco de Enzinas et de Juan Pérez de Pineda. On suppose que la Bible de Casiodoro de Reina, publiée en Suisse en 1569, qui est devenue la base de la Bible de Reina-Valera, est une œuvre composite de la communauté du monastère de Saint-Isidore de Séville expatriée, réalisée par plusieurs mains différentes, Casiodoro de Reina étant la première d'entre elles. La Biblia que e los Sacros libros del Vieio y Nuevo Testamento ... Traduction en espagnol . Bâle, 1569.
Evangelium Ioannis . Francfort-sur-le-Main, 1573 ; publié en latin; dans le titre espagnol : Comentarios a los Evangelios de Juan y Mateo. Expositio primae partis capitis quarti Matthaei . Francfort-sur-le-Main, 1573 ; traduction néerlandaise par Florentius de Bruin, Dordrecht, 1690 ;
Sixtus Senensis, éd. : Bibliotheca sancta à F. Sixto Senensi ex praecipuis catholicae ecclesiae authoribus collecta . Francfort-sur-le-Main, 1575
Confessio in articulo de coena . Anvers, 1579
Vers 1580, il publie un Catéchisme, au sens du Catéchisme de Luther, en latin, français et néerlandais. Confessión de Fe cristiana (hecha por ciertos fieles españoles, los cuales, huyendo los abusos de la Iglesia Romana y la crueldad de la Inquisición de España, dexaron su patria, para ser recibidos de la Iglesia de los fieles, por hermanos en Christ) . Londres, env. 1560 - Réimpression : Confessión de fe Christiana. La confession de foi protestante espagnole . Exeter, 1988, édité par A. Gordon Kinder.